# Jules Sébille
Jules Sébille est né le 19 mars 1857 à Bouy-Luxembourg (Aube) et mort le 22 octobre 1942 à Sceaux. En tant que commissaire de police, il est le premier dirigeant opérationnel des Brigades régionales de police mobile, services à l'origine de la police judiciaire contemporaine. 

## Biographie et activité professionnelle
Jules Sébille est issue d'une famille modeste d'agriculteurs. Après avoir seulement fait des études primaires, il s'engage de 1880 à 1885 dans l'infanterie de marine.  
Sous l'impulsion de Georges Clemenceau et de Célestin Hennion, et à la suite de l'arrêté ministériel du 6 mars 1907, il prend la tête du nouvellement créé Contrôle général des services de recherche judiciaire, devenant ainsi le premier chef de la future « PJ ». Quelques mois plus tard, en décembre 1907 sont créées les brigades mobiles, qui se trouvent également sous son autorité.  
Avant de prendre ses fonctions, Jules Sébille était commissaire à la sûreté de Lyon.
Le commissaire Sébille dirige le contrôle général des services de recherche judiciaire et ses brigades mobiles durant quatorze ans, jusqu'en 1921.  
La seizième promotion de l'École nationale supérieure de la Police, entrée en fonction en 1965, porte son nom.